# Краснобережское сельское поселение
Краснобережское се́льское поселе́ние — муниципальное образование в Соликамском районе Пермского края Российской Федерации.
Административный центр — посёлок Красный Берег.

## История
Статус и границы сельского поселения установлены Законом Пермской области от 9 декабря 2004 года № 1884-410 «Об утверждении границ и о наделении статусом муниципальных образований Соликамского района Пермского края»

## Население
| 2010  | 2012  | 2013  | 2014  | 2015  | 2016  | 2017  |
| ----- | ----- | ----- | ----- | ----- | ----- | ----- |
| 3354  | ↗3358 | ↘3325 | ↘3294 | ↘3165 | ↘3009 | ↘3000 |
| 2018  |       |       |       |       |       |       |
| ↘2953 |       |       |       |       |       |       |

## Состав сельского поселения
| № | Населённый пункт | Тип населённого пункта          | Население |
| - | ---------------- | ------------------------------- | --------- |
| 1 | Красный Берег    | посёлок, административный центр | 2145      |
| 2 | Сим              | посёлок                         | 1209      |